# ارزنه (باخرز)
ارزنه؛ نام روستایی از توابع بخش مرکزی شهرستان باخرز در استان خراسان رضوی ایران است و بر اساس سرشماری سال ۱۳۹۵ جمعیت آن ۴٬۲۴۱ نفر (۱٬۲۹۱خانوار) بوده‌است. از جاذبه‌های گردشگری این روستا می‌توان از آبشار ارزنه، چشمه‌های درخت بید، پیرعلی، رستم، گرچی و گل می‌بال اشاره کرد.